# Городок Третий
 Городок Третий  — поселок в Тоцком районе Оренбургской области. Входит в состав Пристанционного сельсовета. 

## География
Находится у железной дороги Самара-Оренбург у восточной окраины районного центра села Тоцкое.

## Население
Население составляло 248 человек в 2002 году (русские 73%), 200 по переписи 2010 года.